# Jakob Johann von Uexküll
Jakob Johann von Uexküll (Keblaste, 8 settembre 1864 – Capri, 25 luglio 1944) è stato un biologo, zoologo e filosofo estone.
Fu un pioniere dell'etologia ed è considerato come uno dei fondatori dell'ecologia.

## Biografia
Dopo gli studi in zoologia all'Università di Tartu dal 1884 al 1889, lavorò presso l'istituto di fisiologia dell'Università di Heidelberg, in gruppo con Wilhelm Kühne, e in seguito presso la Stazione Zoologica di Napoli. Nel 1907 gli fu conferito un Dottorato Honoris causa dall'Università di Heidelberg per i suoi studi di fisiologia muscolare. Nel 1926 fonda l'Institut für Umweltforschung presso l'Università di Amburgo.
Introdusse in biologia la nozione di umwelt ("ambiente" o "mondo circostante"). Ogni animale vive chiuso nel suo mondo-ambiente, un mondo chiuso rispetto agli altri mondi-ambienti anche se connesso a questi. Ad esempio, la zecca reagisce a tre soli stimoli: quando la femmina gravida si posiziona su un ramo e attende il passaggio di un animale, un primo stimolo olfattivo (l'acido butirrico emesso dai follicoli sebacei dei mammiferi) le suggerisce di lasciarsi cadere; grazie a un organo sensibile alla temperatura capisce se è caduta su un animale; se ha avuto fortuna, attraverso il tatto si posiziona su uno spazio di pelle nuda conficcandosi fino alla testa in modo da poter succhiare il sangue caldo. Una volta sazia, si lascia cadere, depone le uova e muore. Sebbene limitato in confronto al nostro, questo è un mondo a parte. Dove la scienza classica vedeva un unico mondo, comprensivo di tutte le specie viventi disposte gerarchicamente, von Uexküll pone un'infinita varietà di mondi percettivi, collegati fra loro anche se reciprocamente esclusivi.

## Influsso del suo pensiero
L'influenza del suo pensiero ha trasceso i confini della biologia per giungere alla filosofia, in particolare la fenomenologia e l'ermeneutica, e alla semiotica. È stato Max Scheler fra il 1909 e il 1916 a scoprire e valorizzare per primo l'importanza filosofica di Uexküll (il Formalismus di Scheler è una rilettura dell'Estetica trascendentale di Kant attraverso Uexküll). Su queste basi Scheler pone la famosa distinzione fra l'animale umano, aperto al mondo (la Weltoffenheit), e l'animale non umano, che vive nella chiusura ambientale (la Umweltgeschlossenheit), entrambi sono però enattivamente "formatori di mondo", anche se a livello diverso. Sarà proprio attraverso una pratica dell'apertura al mondo, cioè d'un esercizio di superamento della chiusura ambientale, che Scheler ripenserà anche la riduzione fenomenologica di Husserl. Il concetto di Umwelt viene posto così alla base dell'antropologia filosofica: l'umano è l'animale che può prendere forma trascendendo la chiusura ambientale, esponendosi così alla sfida e ai rischi dell'apertura..
Successivamente Heidegger, nel corso universitario del semestre invernale 1929-30, poi pubblicato con il titolo di Concetti fondamentali della metafisica, riprende il concetto di Umwelt, ovvero di una totalità chiusa che egli definisce anche come "il cerchio disinibente", all'interno del quale l'animale espleta le sue funzioni vitali. In questo senso, come rilevato anche successivamente da Derrida, si evidenzia un residuante umanismo proprio della prima fase del pensiero di Heidegger: per il pensatore tedesco, anche sulla scorta delle ricerche di von Uexküll è possibile concludere che l'animale è povero di mondo (ovvero ha un mondo-ambiente proprio, ma questo è piuttosto un ambito ontologicamente limitato a cui l'animale è vincolato, e nel quale non è in grado di esperire la relazione con l'ente in quanto tale, nella sua relazione con l'essere), mentre solo l'uomo è quell'ente particolare che è in grado di esperire in modo consapevole la relazione con l'essere che lo determina e con gli altri enti che compongono il suo mondo-ambiente.
Più recentemente si sono interessati alla sua opera anche Georges Canguilhem, Maurice Merleau-Ponty, Helmuth Plessner, Gilles Deleuze, Jacques Lacan, Giorgio Agamben, e l'antropologo Tim Ingold. Uno degli sviluppi più significativi è rappresentato dai lavori del semiologo Thomas Sebeok e da tutta la corrente della biosemiotica.

## Opere tradotte
- Jakob von Uexküll e Georg Kriszat; Ambiente e comportamento, trad. di P. Manfredi, Il Saggiatore, Milano 1967.
- Jakob von Uexküll; L'immortale spirito della natura, trad. di A. e M. Cottrau, Laterza, Bari 1947.
- Jakob von Uexküll; Ambienti animali e ambienti umani. Una passeggiata in mondi sconosciuti e invisibili, Illustrazioni di Georg Kriszat, a cura di M. Mazzeo, Quodlibet, Macerata 2010.
- Jakob von Uexküll; Biologia teoretica trad. e introduzione a cura di Luca Guidetti, Quodlibet, Macerata 2015 ISBN 978-88-7462-710-3
- Jakob von Uexküll; La teoria del significato, a cura di Pietro Garofalo, Mimesis, Sesto San Giovanni 2024 ISBN 9791222312491